# Seehof (Dießen am Ammersee)
Seehof ist ein Ortsteil des Marktes Dießen am Ammersee im oberbayerischen Landkreis Landsberg am Lech.

## Geografie
Der Weiler Seehof liegt circa zwei Kilometer südwestlich von Dießen am Ammersee zwischen dem Schatzberg und dem Jungfernberg auf der Gemarkung Sankt Georgen.

## Geschichte
Bei Seehof befand sich vom Mittelalter bis etwa 1800 der obere Wengener Weiher, auch Jägersee bezeichnet.
An diesem wohnt der Klosterjäger des Augustiner-Chorherrenstiftes Dießen, so wurde Seehof auch erstmals 1652 als Jägerhäusl erwähnt.
Seehof war ein Ortsteil der 1939 nach Dießen eingegliederten Gemeinde Sankt Georgen. Heute befindet sich in Seehof ein Tiermedizinisches Behandlungszentrum mit einer Tierklinik.